# Coreopsideae
Coreopsideae (Less.) Lindl., 1829 è una tribù di piante della famiglia delle Asteraceae comprendente 30 generi e 542 specie, diffuse prevalentemente nel Nuovo Mondo.

## Etimologia
Il nome della tribù deriva dal genere Coreopsis (sottottribù Coreopsidinae) la cui etimologia deriva a sua volta da due parole greche: koris (= "insetto") e -opsis (= "simile a") e fa riferimento agli acheni simili alle zecche.
Il nome scientifico della tribù è stato definito inizialmente dal botanico tedesco Christian Friedrich Lessing (1809–1862) e perfezionato successivamente dal botanico inglese John Lindley (1799–1865) nella pubblicazione Encyclopaedia of Plants, An - 1074 del 1829.

## Descrizione
L'habitus delle piante di questa tribù è erbaceo (in alcune specie prostrato o di piccole rosette), subarbustivo o arbustivo (raramente sono alberi fino a 4 m) e qualche volta acquatico. In altri casi formato densi tappeti di tipo cespitoso. Il ciclo biologico è annuale o perenne.
La parte ipogea del fusto può essere rizomatosa o simile a quella delle Cormofite. Alcune specie sono stolonifere (Coreopsis auriculata).
Le foglie lungo il caule sono disposte in modo opposto; in alcuni casi nella parte distale si alternano (raramente sono disposte a spirale). Quelle inferiori qualche volta formano una rosetta basale. Le foglie sono sessili o picciolate. Le forme delle lamine sono ovate, ellittiche, deltate, filiformi o lanceolate; mentre il tipo di lamina può essere intera o composta (palmata, lobata, 1-3- pennatifide con segmenti lanceolati o lineari). I margini sono interi o dentati. Le superfici sono glabre o pelose (raramente ghiandolose). In Pinillosiinae le lamine delle foglie hanno una consistenza semi-succulenta.
Le infiorescenze sono formate da capolini terminali, raramente ascellari, disposti in forme panicolate aperte o qualche volta raggruppati in cime corimbose o a volte solitari. La forma dei capolini è discoide o per lo più radiata (raramente disciforme). Le infiorescenze possono essere avvolte alla base da brattee (genere Bidens) con 3 – 8 brattee fogliacee (a volte con delle squame).
Il capolino, come in tutte le Asteraceae, è formato da un involucro composto da squame al cui interno un ricettacolo fa da base ai fiori (quelli periferici del raggio e quelli interni del disco). L'involucro ha una forma cilindrica, emisferica o campanulata. Le squame (fino a 34 per capolino) sono persistenti, spesso sono dimorfe (raramente sono isomorfe), di dimensioni scalate e disposte su 1 – 6 serie. Quelle esterne sono erbacee (di colore verde), quelle interne sono membranose e usualmente con forme ovate, possono avere delle striature dall'arancio al marrone. I margini possono essere scariosi. I ricettacoli (piani o convessi) sono provvisti di pagliette a protezione della base dei fiori (il ricettacolo è privo di pagliette in Pinillosiinae).
I fiori sono tetra-ciclici (ossia sono presenti 4 verticilli: calice – corolla – androceo – gineceo) e pentameri (ogni verticillo ha in genere 5 elementi). I fiori del raggio possono essere assenti oppure da 1 a 21 (o più). Possono essere femminili (fertili o sterili). I fiori del disco sono da 3 a 150. Sono ermafroditi o funzionalmente staminali (Dicranocarpus). I fiori periferici qualche volta sono zigomorfi.
Formula fiorale: per queste piante viene indicata la seguente formula fiorale:
* K 0/5, C (5), A (5), G (2), infero, achenio
Calice: i sepali del calice sono ridotti ad una coroncina di squame.
Corolla: le corolle dei fiori del raggio di solito sono colorate di giallo-arancio, ma altri colori sono marrone, rosso, viola ciano o bianco (in Coreopsis tinctoria sono bicolori);  talvolta hanno le corolle atrofizzate, altrimenti le ligule sono bilobate o trilobate. Le corolle dei fiori del disco sono pentamere, qualche volta tetramere (raramente esamere o trimere); il tubo è breve o di lunghezza uguale alla gola; il colore è giallo, marrone, rosso, viola o purpureo.
Androceo: l'androceo è formato da 5 stami con filamenti liberi e antere saldate in un manicotto circondante lo stilo. Le appendici delle antere hanno delle forme da lanceolate a rotonde a ovate, glabre (a volte sono ghiandolose); a volte ridotte a un ciuffo di tricomi. Possono essere presenti dei prominenti canali resinosi. Il colore delle antere va da giallo a marrone, ma anche giallo-purpureo, oppure sono ialine o bianche o nere. Le cellule dell'endotecio hanno forme per lo più quadrate o oblunghe; in alcuni casi sono fusiformi con 1 - 3 ispessimenti polari, oppure con ispessimenti multipli sia polari che radiali.
Gineceo: il gineceo ha un ovario uniloculare infero formato da due carpelli. I bracci dello stilo (gli stigmi) sono provvisti di apici deltati, o acuminati o fusiformi, a volte papillosi, a volte con punte rastremate con lunghe linee stigmatiche.
I frutti sono degli acheni con pappo. La forma è ob-compressa o ob-piatta, altrimenti sono ob-lunghi, cuneati, lineari, orbicolari o ovati con sezione trasversale triangolare o quadrangolare. Gli acheni possono essere isomorfi oppure in alcuni casi dimorfi: quelli dei fiori del raggio hanno delle forme a spirale o sono dritti, incavati o fusiformi, qualche volta strettamente ob-conici; quelli dei fiori del disco più interni sono ob-compressi (raramente compressi), quadrati, dritti o qualche volta concavi. In altri casi crescono ancora dopo l'antesi. In alcuni casi hanno la consistenza del sughero o sono alati (con 3 – 4 angoli). La superficie è glabra o pelosa e sono colorati da marrone a nerastro. Il pappo è persistente ed è formato da 1 – 8 barbe o 2 - 8 reste oppure è assente, raramente da 4 – 6 scaglie a forma rotonda o lanceolata o ob-ovata.

## Distribuzione e habitat
La tribù ha una distribuzione pressoché cosmopolita; il genere Bidens, che comprende il maggior numero di specie, ha due centri di maggiore biodiversità in America e Africa, ma è ampiamente presente anche in Europa (con 11 specie presenti nella flora italiana); il genere Coreopsis, che è il secondo genere più numeroso, invece è presente solo nel Nuovo Mondo, con centri di maggiore biodiversità in Messico, sulle Ande e in Nord America. Nella tabella seguente è indicata la distribuzione delle varie sottotribù:

| Sottotribù       | Distribuzione                                                                                 |
| ---------------- | --------------------------------------------------------------------------------------------- |
| Chrysanthellinae | Messico, America meridionale, Africa australe, Asia (sud-est), Australia e isole del Pacifico |
| Coreopsidinae    | Cosmopolita e soprattutto America                                                             |
| Pinillosiinae    | Cuba                                                                                          |

## Tassonomia
La famiglia di appartenenza della tribù (Asteraceae o Compositae, nomen conservandum) è la più numerosa del mondo vegetale e comprende oltre 23000 specie distribuite su 1535 generi (22750 specie e 1530 generi secondo altre fonti). La sottofamiglia Asteroideae è una delle 12 sottofamiglie nella quale è stata suddivisa la famiglia Asteraceae, mentre Coreopsideae è una delle 21 tribù della sottofamiglia.

### Filogenesi
Nella sua classificazione del 1981, Harold Ernest Robinson inquadra le Coreopsidinae come sottotribù delle Heliantheae.
Più recentemente studi filogenetici hanno portato a scorporare le Coreopsideae, elevandole al rango di tribù a sé stante. Assieme a Heliantheae sensu stricto, Bahieae, Chaenactideae, Madieae, Millerieae, Neurolaeneae, Perityleae, Polymnieae, Tageteae ed Eupatorieae formano il clade Phytomelanic cipsela (chiamato anche gruppo “Heliantheae Alliance”), caratterizzato dalla presenza nella cipsela di uno strato di fitomelanina.

I rapporti filogenetici tra le varie tribù di tale raggruppamento sono illustrati dal seguente cladogramma:
|  | \| \| Bahieae \| \| \| \| \| \| Chaenactideae \| \| \| \| |
|  |                                                           |
|  | Tageteae                                                  |
|  |                                                           |
|  | Bahieae                                                   |
|  |                                                           |
|  | Chaenactideae                                             |
|  |                                                           |

|  | Bahieae       |
|  |               |
|  | Chaenactideae |
|  |               |

|  | \| \| Bahieae \| \| \| \| \| \| Chaenactideae \| \| \| \| |
|  |                                                           |
|  | Tageteae                                                  |
|  |                                                           |
|  | Bahieae                                                   |
|  |                                                           |
|  | Chaenactideae                                             |
|  |                                                           |

|  | Bahieae       |
|  |               |
|  | Chaenactideae |
|  |               |

|  | Madieae                                                    |
|  |                                                            |
|  | \| \| Perityleae \| \| \| \| \| \| Eupatorieae \| \| \| \| |
|  |                                                            |
|  | Perityleae                                                 |
|  |                                                            |
|  | Eupatorieae                                                |
|  |                                                            |

|  | Perityleae  |
|  |             |
|  | Eupatorieae |
|  |             |

|  | Madieae                                                    |
|  |                                                            |
|  | \| \| Perityleae \| \| \| \| \| \| Eupatorieae \| \| \| \| |
|  |                                                            |
|  | Perityleae                                                 |
|  |                                                            |
|  | Eupatorieae                                                |
|  |                                                            |

|  | Perityleae  |
|  |             |
|  | Eupatorieae |
|  |             |

|  | Madieae                                                    |
|  |                                                            |
|  | \| \| Perityleae \| \| \| \| \| \| Eupatorieae \| \| \| \| |
|  |                                                            |
|  | Perityleae                                                 |
|  |                                                            |
|  | Eupatorieae                                                |
|  |                                                            |

|  | Perityleae  |
|  |             |
|  | Eupatorieae |
|  |             |

|  | Madieae                                                    |
|  |                                                            |
|  | \| \| Perityleae \| \| \| \| \| \| Eupatorieae \| \| \| \| |
|  |                                                            |
|  | Perityleae                                                 |
|  |                                                            |
|  | Eupatorieae                                                |
|  |                                                            |

|  | Perityleae  |
|  |             |
|  | Eupatorieae |
|  |             |

|  | \| \| Bahieae \| \| \| \| \| \| Chaenactideae \| \| \| \| |
|  |                                                           |
|  | Tageteae                                                  |
|  |                                                           |
|  | Bahieae                                                   |
|  |                                                           |
|  | Chaenactideae                                             |
|  |                                                           |

|  | Bahieae       |
|  |               |
|  | Chaenactideae |
|  |               |

|  | \| \| Bahieae \| \| \| \| \| \| Chaenactideae \| \| \| \| |
|  |                                                           |
|  | Tageteae                                                  |
|  |                                                           |
|  | Bahieae                                                   |
|  |                                                           |
|  | Chaenactideae                                             |
|  |                                                           |

|  | Bahieae       |
|  |               |
|  | Chaenactideae |
|  |               |

|  | Madieae                                                    |
|  |                                                            |
|  | \| \| Perityleae \| \| \| \| \| \| Eupatorieae \| \| \| \| |
|  |                                                            |
|  | Perityleae                                                 |
|  |                                                            |
|  | Eupatorieae                                                |
|  |                                                            |

|  | Perityleae  |
|  |             |
|  | Eupatorieae |
|  |             |

|  | Madieae                                                    |
|  |                                                            |
|  | \| \| Perityleae \| \| \| \| \| \| Eupatorieae \| \| \| \| |
|  |                                                            |
|  | Perityleae                                                 |
|  |                                                            |
|  | Eupatorieae                                                |
|  |                                                            |

|  | Perityleae  |
|  |             |
|  | Eupatorieae |
|  |             |

|  | Madieae                                                    |
|  |                                                            |
|  | \| \| Perityleae \| \| \| \| \| \| Eupatorieae \| \| \| \| |
|  |                                                            |
|  | Perityleae                                                 |
|  |                                                            |
|  | Eupatorieae                                                |
|  |                                                            |

|  | Perityleae  |
|  |             |
|  | Eupatorieae |
|  |             |

|  | Madieae                                                    |
|  |                                                            |
|  | \| \| Perityleae \| \| \| \| \| \| Eupatorieae \| \| \| \| |
|  |                                                            |
|  | Perityleae                                                 |
|  |                                                            |
|  | Eupatorieae                                                |
|  |                                                            |

|  | Perityleae  |
|  |             |
|  | Eupatorieae |
|  |             |

|  | \| \| Bahieae \| \| \| \| \| \| Chaenactideae \| \| \| \| |
|  |                                                           |
|  | Tageteae                                                  |
|  |                                                           |
|  | Bahieae                                                   |
|  |                                                           |
|  | Chaenactideae                                             |
|  |                                                           |

|  | Bahieae       |
|  |               |
|  | Chaenactideae |
|  |               |

|  | \| \| Bahieae \| \| \| \| \| \| Chaenactideae \| \| \| \| |
|  |                                                           |
|  | Tageteae                                                  |
|  |                                                           |
|  | Bahieae                                                   |
|  |                                                           |
|  | Chaenactideae                                             |
|  |                                                           |

|  | Bahieae       |
|  |               |
|  | Chaenactideae |
|  |               |

|  | Madieae                                                    |
|  |                                                            |
|  | \| \| Perityleae \| \| \| \| \| \| Eupatorieae \| \| \| \| |
|  |                                                            |
|  | Perityleae                                                 |
|  |                                                            |
|  | Eupatorieae                                                |
|  |                                                            |

|  | Perityleae  |
|  |             |
|  | Eupatorieae |
|  |             |

|  | Madieae                                                    |
|  |                                                            |
|  | \| \| Perityleae \| \| \| \| \| \| Eupatorieae \| \| \| \| |
|  |                                                            |
|  | Perityleae                                                 |
|  |                                                            |
|  | Eupatorieae                                                |
|  |                                                            |

|  | Perityleae  |
|  |             |
|  | Eupatorieae |
|  |             |

|  | Madieae                                                    |
|  |                                                            |
|  | \| \| Perityleae \| \| \| \| \| \| Eupatorieae \| \| \| \| |
|  |                                                            |
|  | Perityleae                                                 |
|  |                                                            |
|  | Eupatorieae                                                |
|  |                                                            |

|  | Perityleae  |
|  |             |
|  | Eupatorieae |
|  |             |

|  | Madieae                                                    |
|  |                                                            |
|  | \| \| Perityleae \| \| \| \| \| \| Eupatorieae \| \| \| \| |
|  |                                                            |
|  | Perityleae                                                 |
|  |                                                            |
|  | Eupatorieae                                                |
|  |                                                            |

|  | Perityleae  |
|  |             |
|  | Eupatorieae |
|  |             |

|  | \| \| Bahieae \| \| \| \| \| \| Chaenactideae \| \| \| \| |
|  |                                                           |
|  | Tageteae                                                  |
|  |                                                           |
|  | Bahieae                                                   |
|  |                                                           |
|  | Chaenactideae                                             |
|  |                                                           |

|  | Bahieae       |
|  |               |
|  | Chaenactideae |
|  |               |

|  | \| \| Bahieae \| \| \| \| \| \| Chaenactideae \| \| \| \| |
|  |                                                           |
|  | Tageteae                                                  |
|  |                                                           |
|  | Bahieae                                                   |
|  |                                                           |
|  | Chaenactideae                                             |
|  |                                                           |

|  | Bahieae       |
|  |               |
|  | Chaenactideae |
|  |               |

|  | Madieae                                                    |
|  |                                                            |
|  | \| \| Perityleae \| \| \| \| \| \| Eupatorieae \| \| \| \| |
|  |                                                            |
|  | Perityleae                                                 |
|  |                                                            |
|  | Eupatorieae                                                |
|  |                                                            |

|  | Perityleae  |
|  |             |
|  | Eupatorieae |
|  |             |

|  | Madieae                                                    |
|  |                                                            |
|  | \| \| Perityleae \| \| \| \| \| \| Eupatorieae \| \| \| \| |
|  |                                                            |
|  | Perityleae                                                 |
|  |                                                            |
|  | Eupatorieae                                                |
|  |                                                            |

|  | Perityleae  |
|  |             |
|  | Eupatorieae |
|  |             |

|  | Madieae                                                    |
|  |                                                            |
|  | \| \| Perityleae \| \| \| \| \| \| Eupatorieae \| \| \| \| |
|  |                                                            |
|  | Perityleae                                                 |
|  |                                                            |
|  | Eupatorieae                                                |
|  |                                                            |

|  | Perityleae  |
|  |             |
|  | Eupatorieae |
|  |             |

|  | Madieae                                                    |
|  |                                                            |
|  | \| \| Perityleae \| \| \| \| \| \| Eupatorieae \| \| \| \| |
|  |                                                            |
|  | Perityleae                                                 |
|  |                                                            |
|  | Eupatorieae                                                |
|  |                                                            |

|  | Perityleae  |
|  |             |
|  | Eupatorieae |
|  |             |

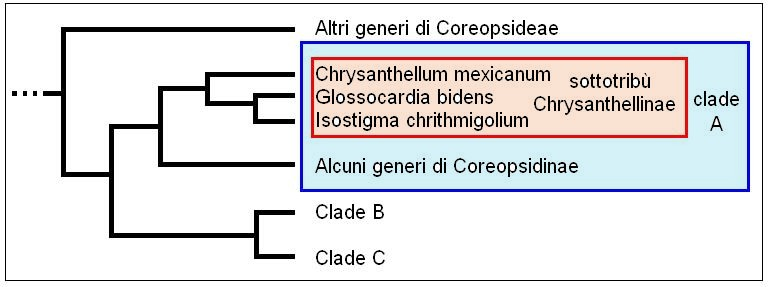
Cladogramma della tribù

I caratteri distintivi del gruppo “Heliantheae Alliance” sono:
- la disposizione delle brattee (o squame) dell'involucro di solito è su 1 – 3 serie;
- le teche delle antere sono spesso annerite e non sono calcarate (sono prive di speroni) e inoltre sono prive di code;
- stilo con ciuffo di peli appena sotto la divisione degli stigmi;
- appendici dello stilo (stigmi) di solito più brevi delle zone stigmatiche;
- acheni provvisti di strati di fitomelanina.

Da ricerche sul DNA di tipo filogenetico la tribù Coreopsideae risulta monofiletica e divisa in tre cladi principali (A - B - C) più un gruppo basale. Chrysanthellinae è annidata nel clade A e si trova nella posizione di “gruppo fratello” del resto del clade formato da alcuni generi della sottotribù Coreopsidinae. Questo gruppo inoltre (il calde A) risulta essere “gruppo fratello” degli altri due cladi (B - C) della tribù. Da queste analisi è evidente che la sottotribù Coreopsidinae non è monofiletica. Il "gruppo basale" (denominato nel cladogramma a lato come "Altri generi di Coreopsidinae") è formato dai seguenti generi: Eircentrodea, Hidalgoa, Dicranocarpus, Dahlia e Goldmanella; che risultano “gruppo fratello” del resto della tribù.
Il cladogramma a lato tratto dallo studio citato e semplificato mostra la struttura filogenetica interna della tribù basata sull'analisi del DNA di alcune specie della tribù stessa.

### Sottotribù e generi
La tribù Coreopsideae comprende 3 sottotribù, 30 generi e 542 specie:

#### Sottotribù Chrysanthellinae
- Chrysanthellum Rich. (13 spp.)
- Diodontium F.Muell. (1 sp.)
- Eryngiophyllum Greenm. (2 spp.)
- Glossocardia Cass. (12 spp.)
- Isostigma Less. (15 spp.)
- Trioncinia (F.Muell.) Veldkamp (1 sp.)

#### Sottotribù Coreopsidinae
- Bidens L. (249 spp.)
- Coreocarpus Benth. (6 spp.)
- Coreopsis L. (102 spp.)
- Cosmos Cav. (42 spp.)
- Cyathomone S.F.Blake (1 sp.)
- Dahlia Cav. (42 spp.)
- Dicranocarpus A.Gray (1 sp.)
- Ericentrodea S.F.Blake (6 spp.)
- Fitchia Hook.f. (7 spp.)
- Goldmanella Greenm. (1 spp.)
- Henricksonia B.L.Turner (1 sp.)
- Heterosperma Cav. (7 spp.)
- Hidalgoa La Llave (3 spp.)
- Megalodonta Greene (1 spp.) (1)
- Moonia Arn. (6 spp.)
- Narvalina Cass. (1 sp.)
- Oparanthus Sherff (3 spp.)
- Petrobium R.Br. (1 sp.)
- Selleophytum Urb. (1 sp.)
- Thelesperma Less. (13 spp.)

Nota 1: le checklist più recenti considerano Megalodonta beckii (Torr. ex Spreng.) Greene, l'unica specie del genere Megalodonta, un sinonimo di Bidens beckii Torr. ex Spreng..

#### Sottotribù Pinillosiinae
- Koehneola Urb. (1 sp.)
- Pinillosia Ossa ex DC. (1 sp.)
- Tetraperone Urb. (1 sp.)

#### Incertae sedis
- Staurochlamys Baker (1 sp.)

### Chiave per le sottotribù
Per meglio comprendere ed individuare le varie sottotribù l'elenco seguente utilizza il sistema delle chiavi analitiche:

- Gruppo 1A: le appendici delle antere sono prive di tricomi ghiandolari, se sono presenti, allora le appendici sono ialine e le corolle dei fiori del raggio non sono profondamente trilobate;

- Gruppo 2A: il ricettacolo è provvisto di pagliette;

- Gruppo 3A: la disposizione delle foglie lungo il caule è alternata, a volte con brevi internodi e limitati alla base delle pianta; i bracci stigmatici sono provvisti di prominenti appendici, oppure sono lunghe (o più volte più lunghe) dell'area stigmatica; la fotosintesi clorofilliana è di tipo C4 e le foglie hanno la sindrome "anatomia di Kranz";

sottotribù Chrysanthellinae.
- Gruppo 3B: la disposizione delle foglie lungo il caule è opposta, se alternate, allora le appendici dei bracci stigmatici sono più corte delle rispettive aree stigmatiche; le foglie non hanno la sindrome "anatomia di Kranz";

sottotribù Coreopsidinae.
- Gruppo 2B: il ricettacolo è privo di pagliette;

- Gruppo 4A: le piante formano delle piccole rosette o dei tappeti simili a stuoie; la distribuzione di queste piante è caraibica;

sottotribù Pinillosiinae.
- Gruppo 4B: le piante sono cespugliose; la distribuzione di queste piante è relativa all'Australia del nord;

genere Diodontium (sottotribù Chrysanthellinae).
- Gruppo 1B: le appendici delle antere sono nere e ghiandolose; le corolle dei fiori del raggio sono profondamente trilobate;

genere Staurochlamys

### Sinonimi
L'entità di questa voce ha avuto nel tempo diverse nomenclature. L'elenco seguente indica alcuni tra i sinonimi più frequenti:
- Coreopsidaceae Link
- Bidentideae Godr.

### Alcune specie

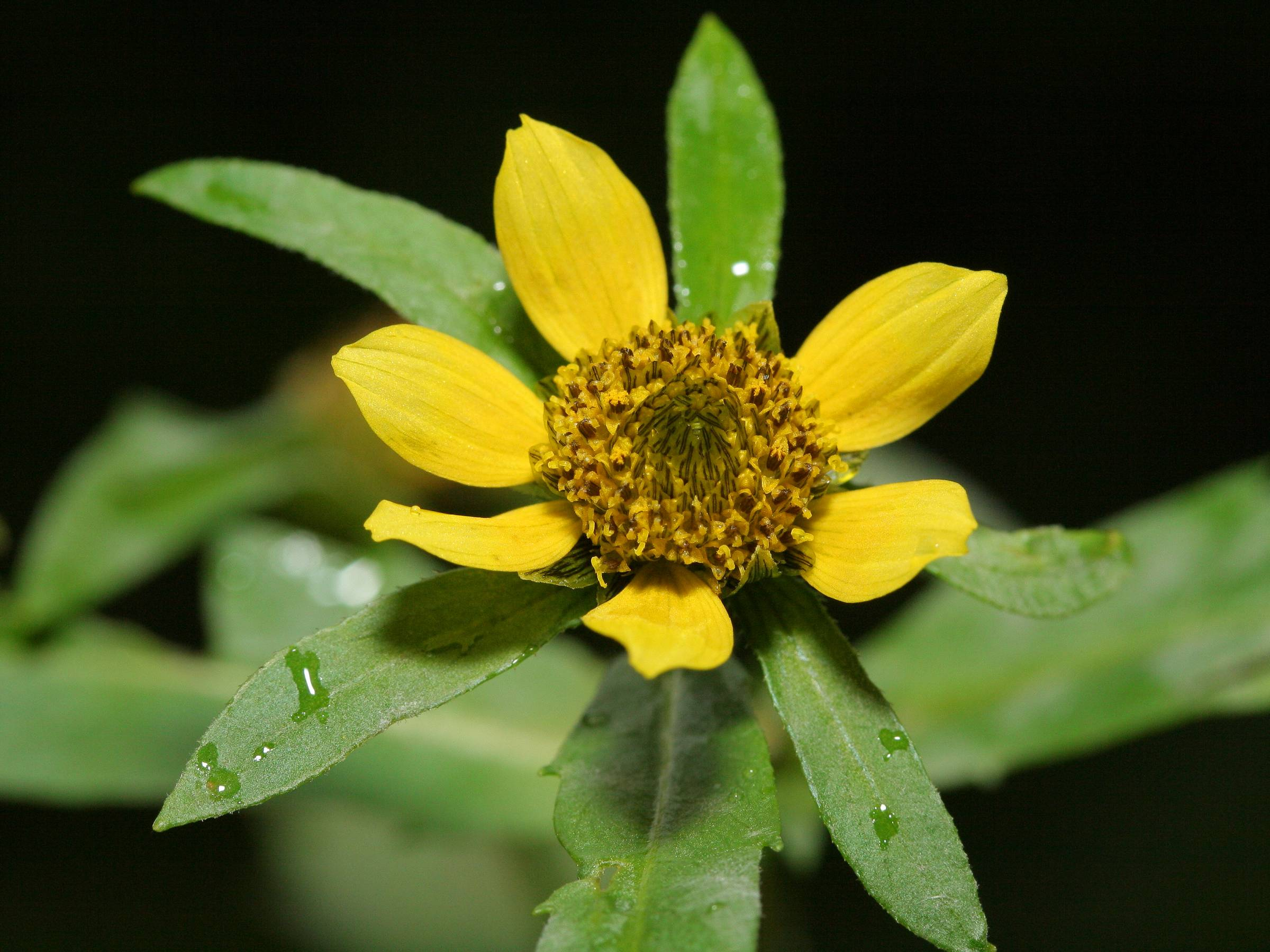
Bidens cernua
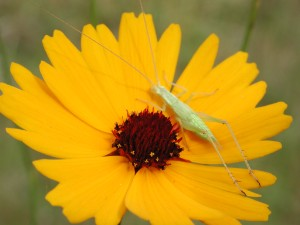
Coreopsis gladiata
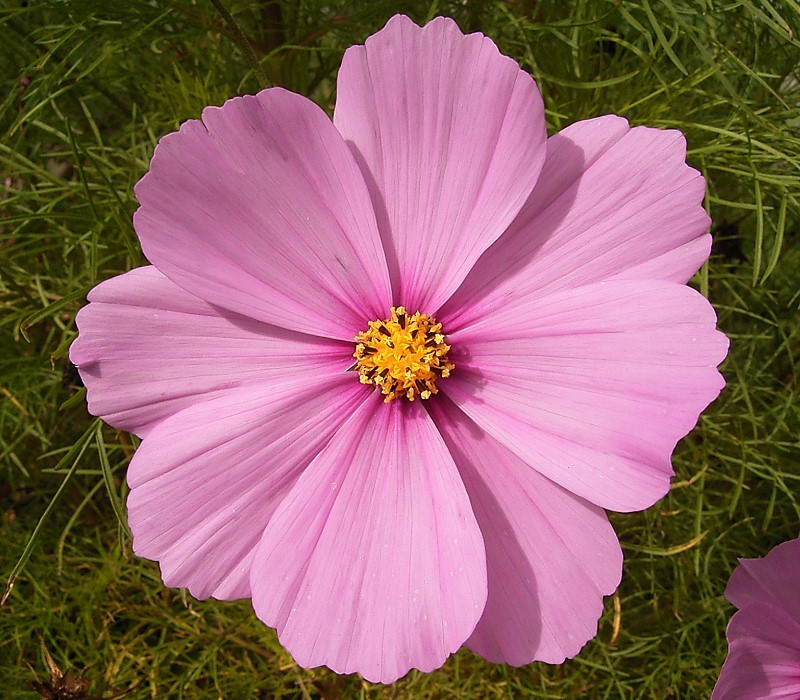
Cosmos bipinnatus
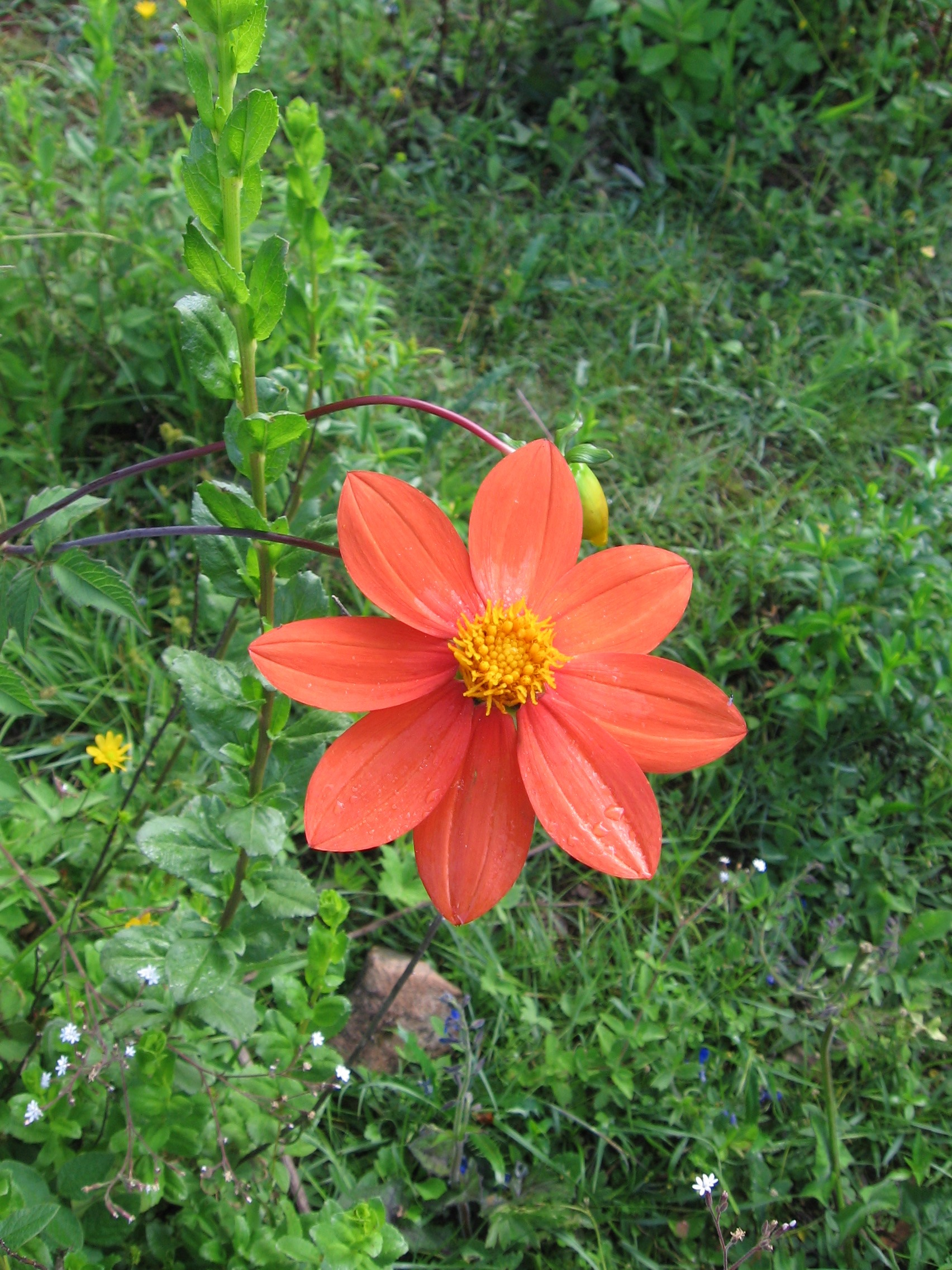
Dahlia coccinea
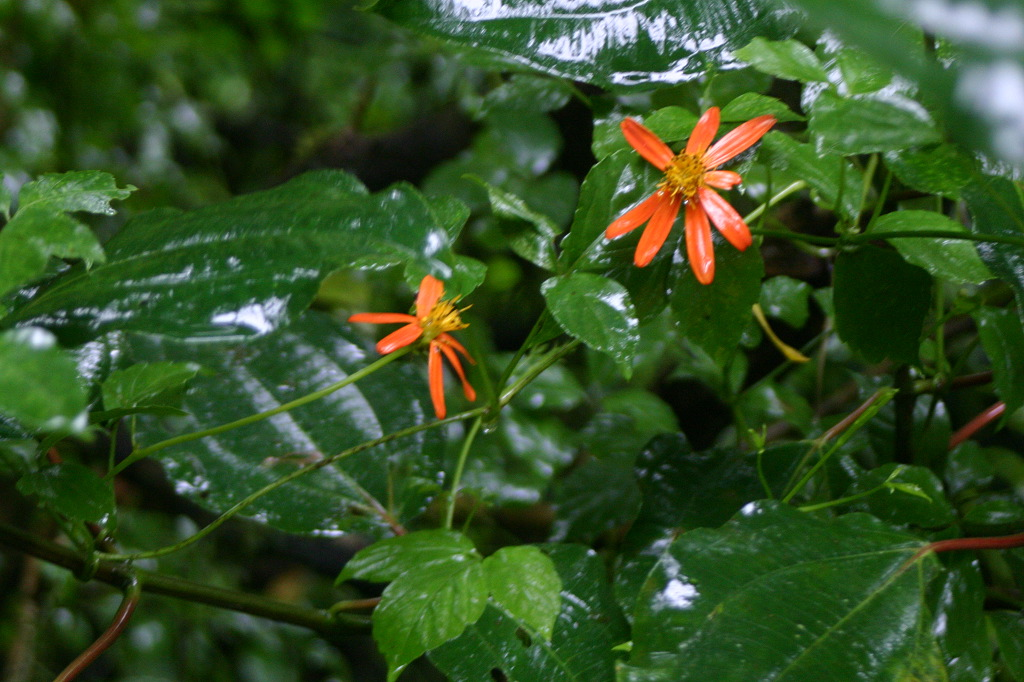
Hidalgoa ternata
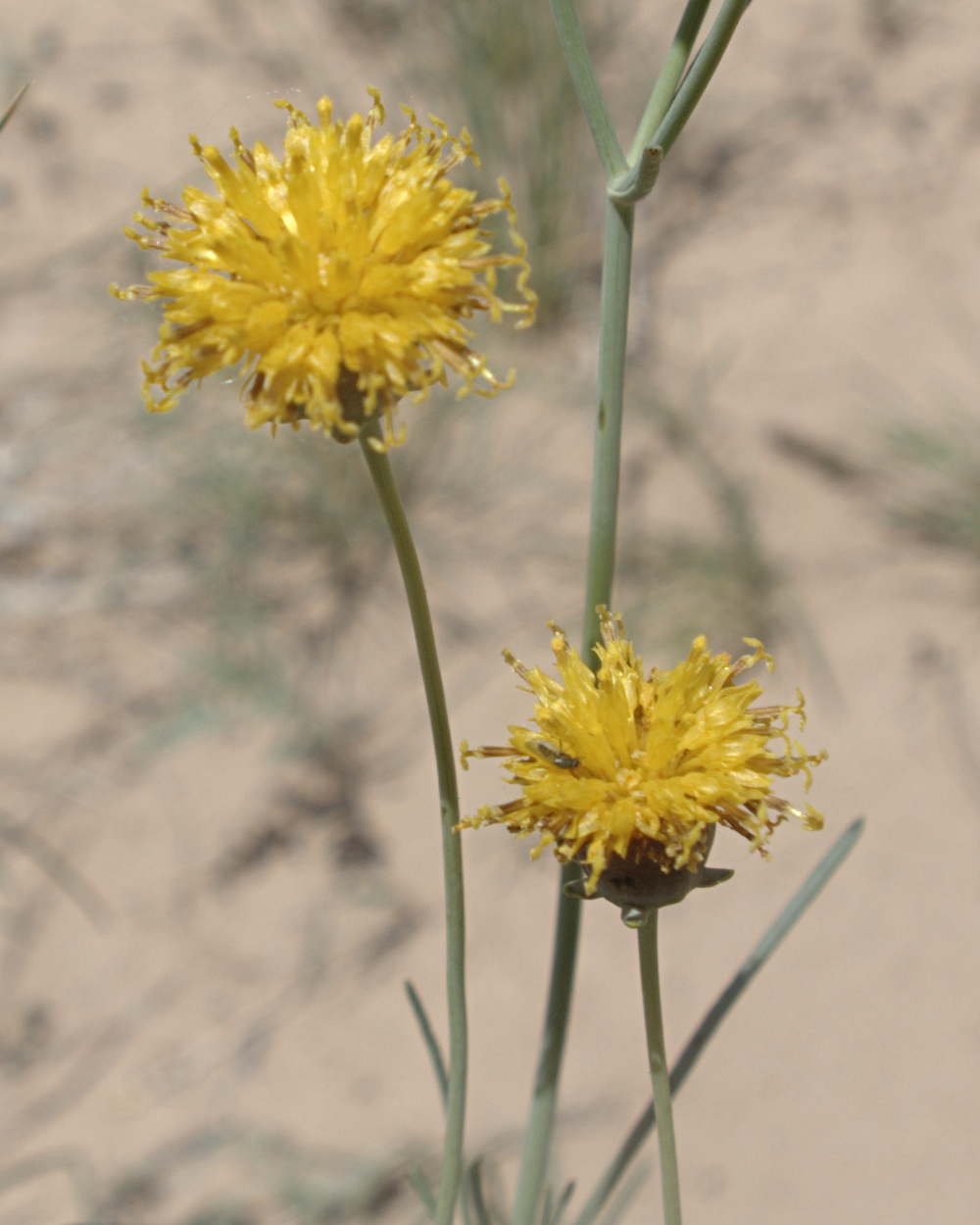
Thelesperma megapotamicum